# Elefante-sírio
O elefante-sírio (Elephas maximus asurus) é uma das duas subespécies extintas de elefante-asiático.
Esta espécie vivia na Síria e no Irã, antes de ser extinto por volta de 100 a.C.. Os elefante-sírios eram um dos maiores elefantes, medindo até 3,5 metros de altura (11,5 pés). Eram usados como elefante de guerra. Os artistas da Síria antiga utilizavam as presas do E. m. asurus para fazer esculturas de marfim. Na Síria, a produção de itens de marfim era intensa  durante o primeiro milênio a.C..